# Little Nemo (filme)
Little Nemo, também conhecido como Winsor McCay: The Famous Cartoonist of the N.Y. Herald and His Moving Comics, é um curta-metragem animado e mudo de 1911 dirigido pelo cartunista Winsor McCay, foi uma das primeiras animações na história do cinema, além de ser o primeiro curta-metragem de McCay e do personagem Little Nemo. A expressiva animação do personagem distinguiu o curta dos experimentos realizados pelos primeiros animadores.
Inspirado no folioscópio que seu filho Robert trouxe para casa, McCay enxergou o potencial do meio animado. Ele afirmou ser o primeiro a fazer filmes animados, embora James Stuart Blackton e Émile Cohl estivessem entre aqueles que o precederam. Os quatro mil desenhos do curta-metragem foram realizados em papel de arroz no estúdio Vitagraph, sob a supervisão de Blackton. A maior parte do tempo de execução do filme é composta por uma sequência de cenas de atos reais em que McCay aposta com seus colegas que é capaz de fazer desenhos se movimentarem. Ele ganha a aposta com quatro minutos de animação em que os personagens de Little Nemo interpretam, interagem e metamorfoseiam ao capricho de McCay.
Little Nemo estreou nos cinemas em 8 de abril de 1911, e quatro dias depois McCay começou a usá-lo como parte de seu ato de vaudeville. Sua boa recepção o motivou a colorir a mão cada um dos quadros animados do filme que originalmente foram produzidos em preto e branco. O sucesso do filme levou McCay a dedicar mais tempo à animação, seguindo seus trabalhos com How a Mosquito Operates em 1912, e seu filme mais famoso, Gertie the Dinosaur, em 1914.

## Antecedentes
Winsor McCay (c. 1867–71 – 1934) trabalhou prolificamente como artista comercial e cartunista no momento em que começou a fazer tiras de jornais, tal como Dream of the Rarebit Fiend (1904-11) e suas pranchas dominicais Little Nemo in Slumberland (1905–14). Em 1906, McCay começou a atuar no circuito de vaudeville, realizando apresentações de giz nas quais ele desenhava ao vivo diante do público.
Inspirado no folioscópio que seu filho Robert trouxe para casa, McCay disse que "chegou a ver a possibilidade de fazer as imagens de seus desenhos se movimentarem". McCay, então, afirmou no início dos anos quarenta que ele era "o primeiro homem no mundo a fazer filmes animados", mas ele provavelmente estava familiarizado com os trabalhos anteriores do estadunidense James Stuart Blackton e do francês Émile Cohl. Em 1900, Blackton produziu The Enchanted Drawing, um filme de truques no qual um artista interage com um desenho em um cavalete. Ele também usou desenhos de giz para animar o curta-metragem Humorous Phases of Funny Faces (1906), e técnicas de stop motion para animar uma cena do filme The Haunted Hotel (1907). Os curtas-metragens de Cohl, como Fantasmagorie (1908), eram peças notáveis em que os personagens e as cenas mudavam de forma contínua. Winsor McCay, segundo seu biógrafo John Canemaker, combinou em seus filmes as qualidades interativas dos filmes de Blackton com as qualidades abstratas e cambiantes de Cohl. Nos curtas dos três, o artista interage com a animação.

### Little Nemo
Considerada a obra-prima de McCay, Little Nemo in Slumberland estreou em outubro de 1905 como uma prancha dominical publicada no New York Herald. A criança protagonista, cuja aparência era baseada no filho de McCay, tinha fabulosos sonhos que eram interrompidos ao se despertar no último quadro. McCay experimentou o ritmo e a cronometragem, o tamanho e o formato dos quadros, a perspectiva e a estrutura, além de outros detalhes.

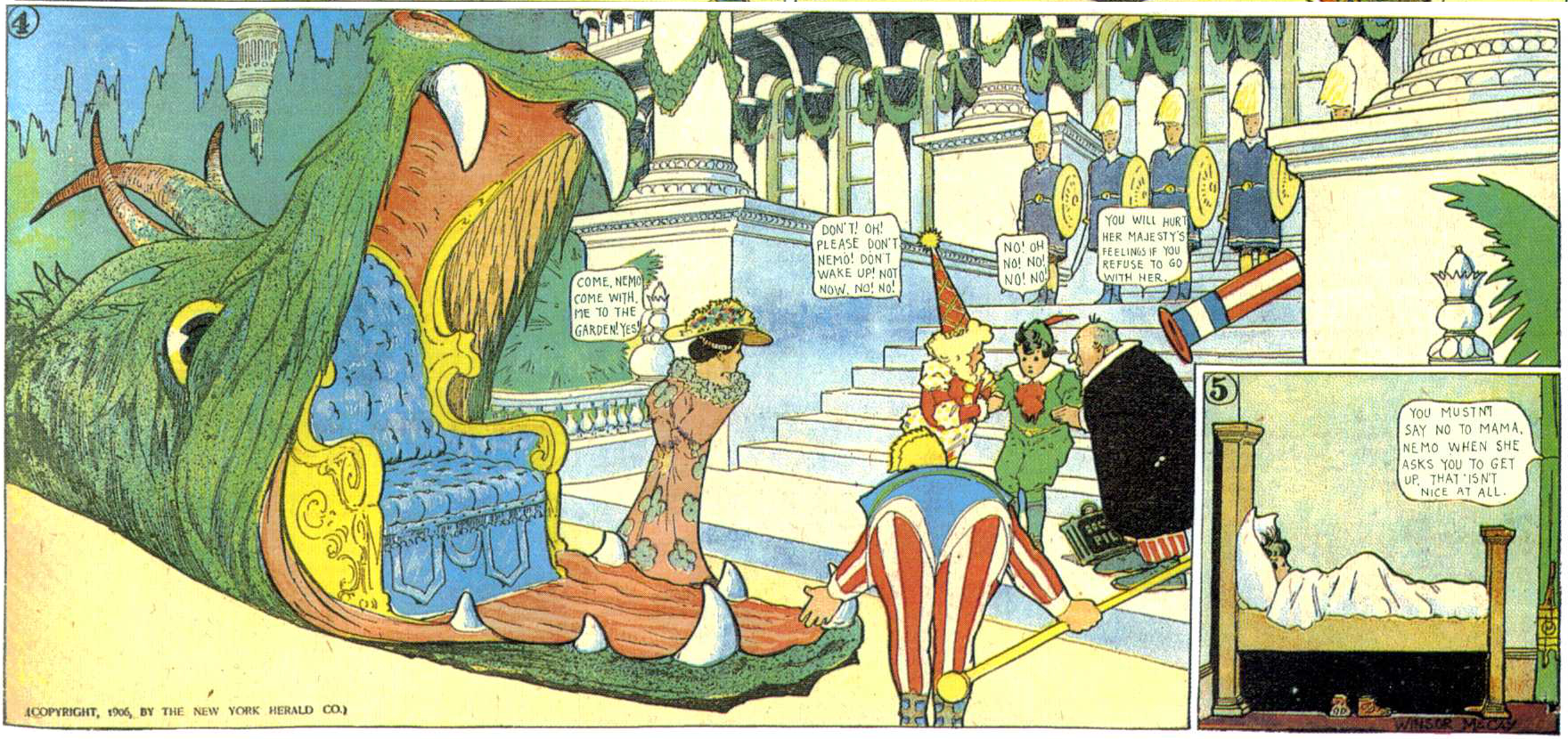
A prancha dominical Little Nemo in Slumberland é considerada a obra-prima de McCay (22 de julho de 1906).

A tira ganhou outras adaptações. Em 1907, estreou um extravagante espetáculo musical de cem mil dólares creditado por Victor Herbert e com letra de Harry B. Smith. Em 1989, foi lançado o longa-metragem japonês-estadunidense Little Nemo: Adventures in Slumberland (ニモ), que contou com as contribuições de Ray Bradbury, Chris Columbus e Jean Giraud. No ano seguinte, foi lançado um jogo eletrônico baseado no filme.

## Sinopse
Após os créditos proclamarem McCay como "O Famoso Cartunista do New York Herald" e "o primeiro artista a tentar desenhar imagens que se moverão", ele se senta em um restaurante com um grupo de colegas, entre eles o cartunista George McManus, o ator John Bunny e o editor Eugene V. Brewster. Durante a cena, McCay aposta com o grupo que é capaz de fazer quatro mil desenhos se moverem em um mês, fazendo o grupo rir e gesticular. Então, ele se põe a trabalhar em um estúdio, orientando os trabalhadores para se deslocarem entre pacotes de papéis e barris de tinta. Um mês depois, McCay reúne seus colegas na frente de um projetor de filme e rapidamente esboça os personagens do elenco de sua tira cômica Little Nemo.
McCay coloca um desenho do personagem Flip em uma fenda de madeira na frente da câmera. As palavras "Assista-me mover" aparecem acima da cabeça de Flip, e ele começa a fazer gestos ao fumar o seu charuto. Os blocos caem do céu e se reúnem no personagem Impie, e as figuras se distorcem, desaparecem e reaparecem, antes que Little Nemo se materialize. Nemo impede que os outros lutem e assumam o controle de suas formas - ele os estica e esmaga com a elevação e a descida de seus braços. Então, Nemo desenha a Princesa e a traz para a vida animada. Ele lhe dá uma rosa que de repente cresce nas proximidades, assim como aparece um gigantesco dragão. Os dois sentam-se em um trono na boca do dragão e acenam para o público enquanto o dragão os levam.
Flip e Impie tentam seguir o dragão em um calhambeque, mas o carro explode e os mandam para o ar. O médico Pill chega para ajudar, mas não consegue encontrar ninguém até ser atingido por eles. A dupla tenta ajudar o médico a se levantar quando a animação se congela. A câmera caminha para revelar o número de série "Número 4000", e um polegar segurando o desenho.

## Produção
No final de 1910, McCay havia feito os quatro mil desenhos em papel de arroz para compor a parte animada do filme. Cada desenho recebeu um número de série que foram marcados nos cantos superiores para registro. Eles foram montados em folhas de papelão para torná-los mais fáceis de manusear e fotografar. Entretanto, foram testados antes em uma manivela de 61×30×51 centímetros e um mutoscópio para visualizar se a animação fluía. A fotografia foi feita no estúdio Vitagraph, sob a supervisão de Blackton. A parte animada compõe cerca de quatro minutos do comprimento total do filme. Além disso, McCay utilizou um loop em apenas uma sequência, ele reutilizou uma série de sete desenhos seis vezes (três para frente e três para trás) para que o personagem Flip movesse três vezes o charuto para cima e para baixo da boca. Essa técnica foi mais utilizada nos filmes posteriores do diretor.

## Estilo

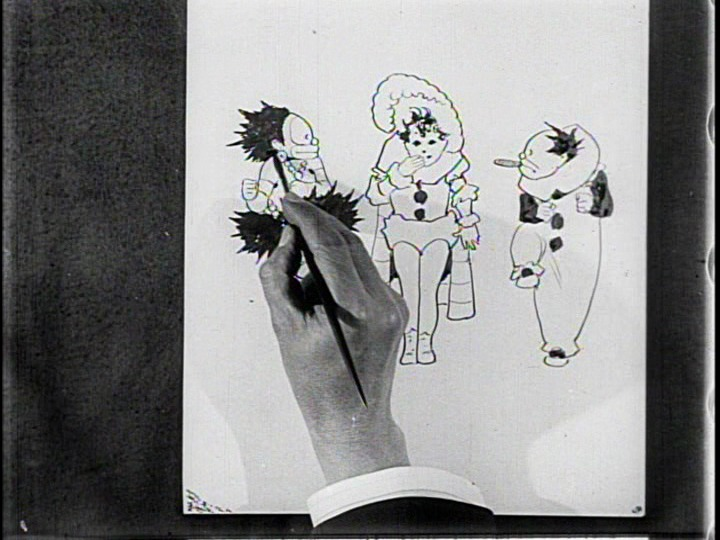
Winsor McCay esboça três dos seus personagens de Little Nemo: Impie, Nemo e Flip.

Os desenhos de McCay estão classificados no estilo Art nouveau, fortemente delineado, e familiar para os leitores de suas tiras. A expressiva animação de personagem diferenciou Little Nemo dos curtas-metragens de Blackton e Cohl. Não há antecedentes; o primeiro curta de McCay com antecedentes foi Gertie the Dinosaur. McCay demonstra seu domínio da perspectiva linear em algumas cenas, tal como quando o dragão desaparece suavemente na distância.
A recepção positiva motivou McCay a colorir a mão cada um dos quadros de trinta e cinco milímetros do filme que originalmente foram produzidos em preto e branco. A carruagem do dragão que leva Nemo e a Princesa originalmente apareceu em três capítulos de Little Nemo in Slumberland em meados de 1906.
O acadêmico Mark Winokur observou hierarquias raciais tanto na tira quanto no filme do personagem Little Nemo. O anglo-saxão Nemo é retratado como "o mais humano", enquanto o irlandês Flip é desenhado como uma caricatura de menestrel e o africano Impie é o mais grotescamente caricaturado. Nemo, no topo desta hierarquia, exerce sua autoridade sobre os outros personagens assim quando começa a distorcê-los com mágica.

## Recepção e legado
Distribuído pelo Vitagraph Studios, o curta-metragem estreou nos cinemas em 8 de abril de 1911 e foi incluído por McCay como parte de seu ato de vaudeville em 12 de abril. Little Nemo era popular entre o público e obteve críticas positivas. A revista cinematográfica The Moving Picture World chamou o filme de "um trabalho admirável... um daqueles filmes que tem uma herança publicitária natural na grande e ampla popularidade de seu tema, Little Nemo é conhecido em todos os lugares." O jornal The Morning Telegraph considerou o novo ato de McCay como "melhor do que o anterior", e colocou o diretor em sua "Lista Azul" de vaudeville. Em 1938, o arquiteto Claude Bragdon relembrou a emoção que sentiu quando viu Little Nemo, dizendo que "testemunhou o nascimento de uma nova arte". Nemo 
apareceu no palco e nos cinemas na mesma semana, entretanto, McCay adiou os lançamentos de seus dois próximos filmes, How a Mosquito Operates (1912) e Gertie the Dinosaur (1914), por algum tempo depois que ele os usou em seus atos.
O historiador de animação Giannalberto Bendazzi viu as contínuas transformações de imagens sem trama do filme como uma demonstração das capacidades do meio de animação. Bendazzi escreveu que McCay superou esse experimentalismo explícito em How a Mosquito Operates.
O método de trabalho de McCay era laborioso, e os animadores que lhe sucederam desenvolveram uma série de métodos para reduzir a carga de trabalho e acelerar a produção para atender a demanda de filmes animados. Dentro de alguns anos do lançamento de Nemo, as cavilhas de registro do canadense Raoul Barré combinadas com a tecnologia de células animadas do estadunidense Earl Hurd, tornaram-se métodos quase universais em estúdios de animação. Em 1916, o próprio McCay adotou o método de células animadas na produção de seu quarto filme, The Sinking of the Lusitania (1918).
Em 2009, Little Nemo foi selecionado para preservação na Biblioteca do Congresso pelo National Film Registry dos Estados Unidos como sendo "cultural, historicamente ou esteticamente significativo".